# João Lourenço do Amaral, Senhor do Amaral
João Lourenço do Amaral (1325 -?), foi um Cavaleiro medieval do Reino de Portugal e deteve o senhorio e Honra de Amaral na localidade de Santo Adrião do Sul, no então julgado do Sul Comarca de Viseu.
Exerceu o cargo de Mordomo do Rei D. Afonso IV de Portugal.

## Relações familiares
Foi filho de Afonso Martins do Amaral (1290 -?) e casado por duas vezes, a primeira com Aldonça Vasques de quem teve:
1. Gonçalo Anes do Amaral (1365 -?) casado com Catarina Vicente Correia, Senhora da capela dos Ferreiros e morgado de Touriz, foi filha de Vicente Anes Correia e de Senhorinha Martins,
2. Brites Anes do Amaral (1410 -?) casada com Vasco Pais Cardoso (1400 -?), alcaide-mor do Castelo de Trancoso, filho de Álvaro Vaz Cardoso (1370 -?), alcaide-mor de Trancoso e de Maria Rodrigues de Vasconcelos (1380 -?),
3. Guiomar Anes do Amaral casada com Gonçalo Martins Rebelo filho de Martim Rodrigues Rebelo,
4. Maria Anes do Amaral (c. 1365 -?) casada com Pedro da Costa.

Casou uma segunda vez com Maria Fernandes Barrantes, de quem não terá tido filhos.